# Assedio alieno
Assedio alieno (Project Shadowchaser IV) è un film di fantascienza del 1996 diretto da Mark Roper. È una storia di ambientazione fantascientifica. Il film è noto anche con altri titoli fra cui Orion's Key.
Il film è il quarto e ultimo capitolo di una serie fantascientifica composta da Progettato per uccidere (Project Shadowchaser, 1992), L'ombra del cacciatore (Project Shadowchaser II, 1994) e Terrore sull'astronave (Project Shadowchaser III, 1995). I primi tre capitoli erano diretti da John Eyres e ogni film presenta una trama autonoma, non collegata agli altri; l'unico elemento comune è la presenza dell'attore Frank Zagarino che interpreta il personaggio del cyborg.

## Trama
Alcuni alieni sono giunti sulla Terra alla ricerca di un bene per loro molto prezioso, ritrovato in Africa da due archeologi.

## Produzione
Il film è stato girato a Johannesburg, nella provincia di Gauteng in Sudafrica; in Kenya e nello Zimbabwe. Le riprese sono state effettuate dal 21 gennaio 1996 al 1º marzo 1996.